# 153
El 153 (CLIII) fou un any comú començat en diumenge del calendari julià.

## Esdeveniments

### Imperi Romà
- Gai Bruci Present i Aule Juni Rufí són cònsols.[1]